# Юбер Бурді
Юбер Бурді (фр. Hubert Bourdy, 5 березня 1957 — 25 червня 2014) — французький вершник.
Бронзовий призер Олімпійських Ігор 1988 (командний конкур), 1992 (командний конкур) років.
Переможець Середземноморських ігор 1983 року в індивідуальному конкурі, срібний призер 1983 року в командному конкурі.